# گری (لوئیزیانا)
گری (به انگلیسی: Gray) شهری در ایالت لوئیزیانا کشور ایالات متحده آمریکا است که جمعیت آن در سرشماری سال ۲۰۱۰ میلادی، ۵٬۵۸۴ نفر بوده‌است.